# Eagle Soft Incorporated
Eagle Soft Incorporated ist eine US-amerikanische Cracker- bzw. Demogruppe.

## Beschreibung
Die Gruppe entstand im Jahre 1982 und betrieb zunächst das Knacken (genannt Cracken) von C-64-Computerspielen. Dabei wurde der Kopierschutz des betreffenden Spiels entfernt und das Spiel dann durch einen eigenen programmierten Vorspann (sogenanntes Intro) quasi signiert (Siehe dazu auch Crack (Software)). Kennzeichnend für den Cracker-Vorspann der Eagle Soft Inc. waren meist lyrische Texte, hauptsächlich von der kanadischen Progressive-Rock-Band Rush, die üblicherweise als Laufschrift angezeigt wurden, sowie ein, für damalige Verhältnisse und für die technischen Möglichkeiten des C-64, ausgeprägtes grafisches Design.
Die gecrackten Spiele von Eagle Soft Inc. verbreiteten sich in der amerikanischen Computerszene rasend schnell und erreichten schließlich Europa. Durch dieses vielfache Kopieren erlangte die Gruppe internationalen Bekanntheitsgrad. Ende der 1980er Jahre stieg Eagle Soft zunehmend auf den Amiga 500 bzw. PC um.
In wechselnder Besetzung agiert die Gruppe bis heute in der Demoszene.